# 이반 오브라도비치
이반 오브라도비치(세르비아어: Иван Обрадовић, 1988년 7월 25일 ~)는 세르비아의 전 축구 선수이다.